# Krasnoborsk, Archangelsk oblast
Krasnoborsk (ryska Красноборск) är en ort i länet Archangelsk oblast i Ryssland. Den ligger vid floden Norra Dvina. Folkmängden uppgick till 4 771 invånare vid folkräkningen 2010.
Krasnoborsk grundades 1602 under namnet Krasnyj Bor.